# Martin Kenzie
Martin Kenzie, né le 29 avril 1956 à Cambridge et mort le 16 juillet 2012 à Shepreth, est un directeur de la photographie et réalisateur de deuxième équipe anglais.

## Biographie
Martin Kenzie a notamment travaillé sur Aliens le retour, Le Discours d'un roi, Shining et Le Retour du Jedi.
Il a aussi travaillé à la télévision, principalement sur Game of Thrones et Frères d'armes.
Il est mort le 16 juillet 2012, âgé de 56 ans. Le premier épisode de la saison 3 de Game of Thrones nommé Valar Dohaeris lui a été dédié ; son nom apparait avant le générique final de l'épisode.

## Sources
- (en) Cet article est partiellement ou en totalité issu de l’article de Wikipédia en anglais intitulé « Martin Kenzie » (voir la liste des auteurs).